# Morgann LeLeux
Morgann LeLeux Romero, (née le 14 novembre 1992 à La Nouvelle-Ibérie) est une athlète américaine, spécialiste du saut à la perche. 

## Biographie
Brillante dans les catégories jeunes, elle obtient une 5e place aux Championnats du monde d'athlétisme jeunesse en 2009. Deux ans plus tard, en 2011, elle devient championne panaméricaine junior en franchissant 4,15 m. 
En 2021, elle termine deuxième des sélections olympiques américaines en portant son record à 4,70 m, ce qui lui permet de se qualifier pour les Jeux olympiques de Tokyo. 

## Palmarès
| Date | Compétition                                 | Lieu       | Résultat  | Épreuve          | Marque |
| ---- | ------------------------------------------- | ---------- | --------- | ---------------- | ------ |
| 2009 | Championnats du monde d'athlétisme jeunesse | Bressanone | 5e        | Saut à la perche | 4,00 m |
| 2011 | Championnats panaméricains juniors          | Miramar    | 1re       | Saut à la perche | 4,15 m |
| 2021 | Jeux olympiques                             | Tokyo      | Finaliste | Saut à la perche | NM     |

| Date | Compétition                       | Lieu   | Résultat | Épreuve          | Marque |
| ---- | --------------------------------- | ------ | -------- | ---------------- | ------ |
| 2021 | Sélections olympiques américaines | Eugene | 2d       | Saut à la perche | 4,70 m |

## Records
| Épreuve          | Épreuve   | Marque | Lieu        | Date            |
| ---------------- | --------- | ------ | ----------- | --------------- |
| Saut à la perche | Plein air | 4,70 m | Eugene      | 26 juin 2021    |
| Saut à la perche | Salle     | 4,70 m | Bâton-Rouge | 21 février 2020 |